# Machismo

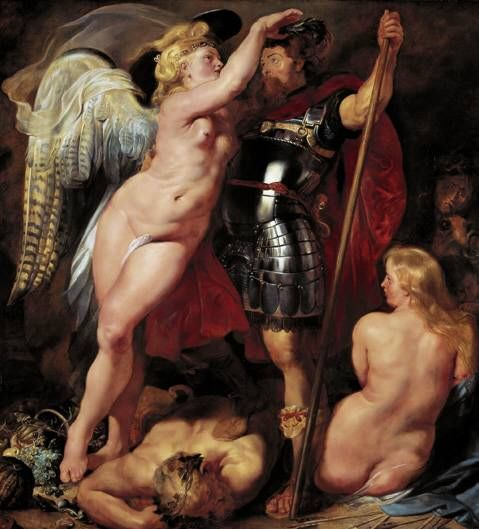
La coronación del héroe virtuoso de Peter Paul Rubens

El machismo es la actitud o forma de discriminación sexista caracterizada por la prevalencia del varón sobre la mujer. Se considera machismo el conjunto de conductas, creencias y prácticas sociales destinadas a promover el enaltecimiento y prevalencia del hombre en perjuicio de la mujer.
Algunos conceptos como la homofobia y la transfobia pueden llegar a estar relacionadas con el machismo aunque no lo son propiamente. También se le define como «el conjunto de actitudes y prácticas aprendidas sexistas llevadas a cabo en pro del mantenimiento de órdenes sociales en que las mujeres son sometidas o discriminadas».
También se emplea en el sentido de ser «varonil» y autosuficiente, un concepto asociado con "un fuerte sentido de orgullo masculino: una masculinidad exagerada". Si bien el término se asocia con "la responsabilidad de un hombre de proveer, proteger y defender a su familia", el machismo se asocia fuerte y consistentemente con el dominio, la agresión, la grandilocuencia y la inhabilidad para la crianza.  

## Etimología
La etimología de la palabra macho en castellano proviene del latín «mascŭlus», que se aplica para hacer referencia al ejemplar de sexo masculino de diversas especies. En la lengua náhuatl, la expresión «macho» puede hacer alusión a ejemplar, es decir, digno de ser imitado.
La palabra macho tiene una larga historia en el idioma Español. Originalmente se asoció con el papel social ideal que se esperaba que los hombres desempeñaran en sus comunidades.  Ser macho o ser un macho, era una aspiración para todos los varones. Como lo demuestra la historia, los hombres a menudo ocupaban roles poderosos y dominantes, lo que retrataba el estereotipo del hombre macho. Por lo tanto, el origen del machismo sirve como ilustración de la historia pasada y la evolución de los estereotipos de género con el tiempo.
El machismo es un término que se originó a principios de las décadas de 1940 y 1950 y su uso se extendió más en la cultura popular en los años 60. 

## Representaciones
Las representaciones del machismo varían según los individuos y sociedades, pero sus características son bastante similares. El machismo se basa en rasgos o comportamientos biológicos, históricos, culturales, psicosociales e interpersonales. Algunos de los rasgos más conocidos son;
- Postura: asumir una determinada postura o actitud corporal, a menudo inusual o exagerada. El macho debe resolver todas las diferencias, el abuso verbal o físico, los desafíos o los desacuerdos con la violencia en lugar de la diplomacia. [10]
- Protección distante: Tratar a su esposa/pareja como una muestra de un señor protector distante: las mujeres son amorosas, los hombres vencen. .[11]
- Bravuconería: jactancia escandalosa, exceso de confianza.
- Dominación social: una dominación definida socioculturalmente; Arrogancia machista.
- Destreza sexual: ser sexualmente asertivo.[12]
- Proteger el honor o el orgullo: La importancia de proteger el ego a pesar del riesgo potencial.
- La calle: es un lugar de hombres. Aquí es donde los hombres trabajan y muestran su masculinidad. Esto se debe a que separa a hombres y mujeres en dos mundos y esferas sociales completamente diferentes. El hogar es femenino, la calle, masculina.
- Trabajador: Ser capaz de proveer a través del trabajo duro y la labor, a menudo aceptando trabajos duros y exigentes.
- Temerario: Disposición a enfrentar el peligro. En ocasiones de forma innecesaria.[13]

En la cultura popular, el machismo ha sido retratado como violento, mujeriego y centrado en los roles masculinos tradicionales de los hombres. 
Desde una perspectiva cultural y psicológica, los rasgos psicosociales se pueden resumir en: invulnerabilidad emocional, dominación patriarcal, respuestas agresivas o controladoras a los estímulos y ambivalencia hacia las mujeres.   

## Concepto
El machismo es el conjunto de prácticas, comportamientos y dichos que resultan ofensivos contra el sexo femenino o que intentan marcar superioridad del hombre sobre la mujer dentro de diversos ámbitos. 

### Ideológicamente
El término suele presentar diferentes significados o definiciones debido a la apropiación de ideologías políticas sobre el mismo tema. Según el Diccionario ideológico feminista, el machismo es «el conjunto de leyes, normas, actitudes y rasgos socioculturales del hombre cuya finalidad, explícita y/o implícita, ha sido y es producir, mantener y perpetuar la opresión y sumisión de la mujer a todos los niveles: sexual, procreativo, laboral y afectivo». El mismo texto señala que el concepto se usa como sinónimo de sexismo, aunque el de «machismo» perdura sobre todo en el lenguaje coloquial y en las protestas, pintas, pancartas y pegatinas de las calles.

## Actitudes machistas
Este conjunto de prácticas y credenciales se asocian a diversos ámbitos, entre los cuales destacan el familiar (dominación masculina), el sexual (promoción de la inferioridad de la sexualidad femenina como sujeto pasivo o negación del deseo femenino), el económico (infravaloración de la actividad laboral, trabajadoras de segunda fila), el legislativo (no representación de la mujer en las leyes y por tanto, no legitimación de su condición de ciudadanas, leyes que no promuevan la protección de la mujer ni sus necesidades), el intelectual (inferioridad en inteligencia, en capacidad matemática, en capacidad objetiva, en lógica, en análisis y tratada como astucia, maldad, subjetiva, poco coeficiente intelectual), el anatómico (poca importancia al parto, poco papel en la reproductividad biológica), el lingüístico (no representación de la mujer en el lenguaje), históricas (ocultación de mujeres importantes dentro de la historia de la humanidad), el cultural (representación de la mujer en los medios de comunicación como un cuerpo haciendo de ella misma un objeto en vez de un ser humano, espectaculación), y el académico (poca importancia a estudios de género, no reconocimiento de la importancia del tocado feminismo).

Aquí presentamos más detalles a cerca de estos ámbitos:

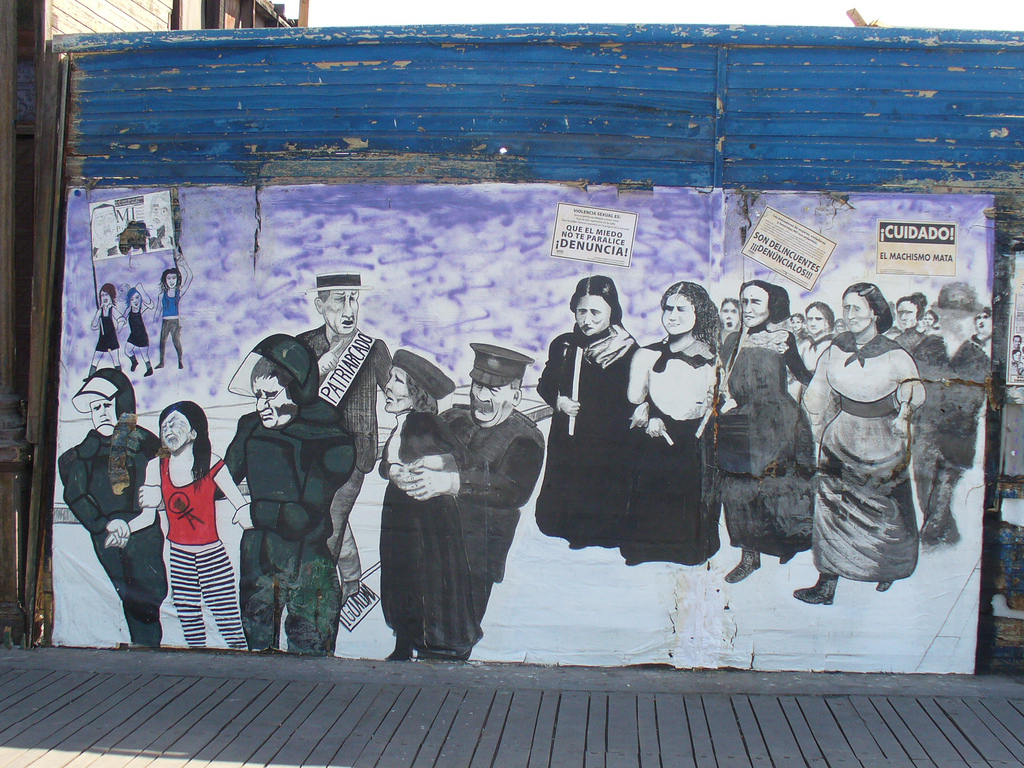
Mural criticando la violencia machista

### Legislación discriminatoria hacia la mujer
A diferencia de la legislación moderna, anteriormente los estados del mundo ofrecían leyes y normativas restrictivas para las mujeres:
- Diferencia de tratamiento en el caso del adulterio: en algunas legislaciones y culturas, el adulterio o el embarazo previo a la concertación del matrimonio son —o han sido— castigados con la pena capital, con penas de prisión,[19] pecuniarias o infamantes. En Inglaterra, durante finales del siglo XVII y del siglo XVIII, se ha documentado que la mujer adúltera —nunca el varón— era humillada a lomos de un carnero para poder recuperar sus derechos de herencia, obligada a recitar en público fórmulas como «aquí estoy, a lomos de un carnero negro, como la puta que soy».[20]
- Necesidad del permiso del varón para realizar actividades económicas o administrativas, o para el pleno ejercicio de sus derechos civiles.[21]

### Educación machista
Realizada desde las escuelas y la propia familia, por la cual el proceso de enculturación trata de justificar y continuar el orden social existente. Eso incluye considerar como valores positivos la sumisión al marido, el matrimonio y la procreación como una forma preferente de autorrealización. En las sociedades machistas, tradicionalmente se ha adoctrinado a las niñas y jóvenes para limitar su ámbito de actuación a la vida doméstica, orientando su educación hacia actividades como bordar, limpiar, cocinar o cuidar a los hijos. Hasta los movimientos de emancipación femenina del siglo XX las universidades y academias de ciencias no admitían mujeres. No fue hasta la segunda mitad del siglo en que les fue permitido a las mujeres el uso de pantalones en lugares públicos.
La diferencia de poder en la relación entre hombres y mujeres no solo crea la norma social del machismo, sino que en consecuencia también crea su contraparte femenina, el concepto social del marianismo, un concepto apoyado y promovido por las mujeres en el que la idea es que las mujeres están destinadas a ser puras y sanas.

### División sexista del trabajo
División sexista del trabajo, por el cual se prefieren a otros hombres en puestos decisorios. Originalmente la división sexista se fundamentó en la diferente capacidad física y muscular, en la que los hombres tenían ventaja comparativa. En cambio, en la sociedad actual la fuerza física perdió importancia, mientras que las capacidades intelectuales y las habilidades sociales fueron ganándola, lo que ha contribuido a la incorporación de muchas mujeres al trabajo asalariado. La brecha salarial de género forma parte de la división sexista del trabajo.

### Los medios de comunicación
Los medios de comunicación y la publicidad sexista, al realizar ciertas conductas o modelos como siendo los más adecuados o típicos de las mujeres.

## Machismo en la historia

### Antigua Grecia
Ya el poeta arcaico Hesíodo narra que Zeus, en venganza por haber sido engañado por el titán Prometeo, castigó a la raza humana creando a la primera mujer, Pandora. Fue precisamente ella, según este mito, la responsable de introducir todos los males en el mundo, al abrir una ánfora o caja.
Un ejemplo del trato convencional que se le dispensaba a la mujer en la Atenas clásica lo da Platón en su diálogo Menón, cuando este dice: «Si quieres, en cambio, la virtud de la mujer, no es difícil responder que es necesario que ésta administre bien la casa, conservando lo que está en su interior y siendo obediente al marido». Frente a Sócrates, prototipo del hombre sensato, que afronta sus últimos momentos de vida con alegría y estoicismo, contrapone Platón la figura de su mujer Jantipa, de la cual habla en el diálogo Fedón diciendo que: «Conque, en cuanto nos vio Jantipa, se puso a gritar, como acostumbran a hacer las mujeres: "¡Ay, Sócrates, por última vez te hablarán tus amigos y tú a ellos!" Al punto Sócrates, dirigiendo una mirada a Critón le dijo: "Critón, que alguien se la lleve a casa".».

### Religiones judía y cristiana
Se ha señalado que la Biblia contiene expresiones consideradas machistas, algunos ejemplos:
- No codicies la esposa de tu prójimo. Tampoco codicies la casa de tu prójimo ni su tierra, .[29]
- No codicies la casa de tu prójimo. No codicies la esposa de tu prójimo, ni su siervo, ni su sierva, ni su buey, ni su burro,.[30]

Otro hecho es nombrar a las mujeres como «La esposa de Noé», «las hijas de Lot», «la suegra de Pedro», acentuado no mencionar el nombre propio de ellas; no obstante, eso está lejos de constituir una regla general ya que hay libros de la Biblia que tienen nombre de mujer, como Rut o Esther, e importantes personajes del antiguo y del Nuevo Testamento cuyo nombre se consigna en la misma Biblia; como son Noemí en el antiguo testamento o María la madre de Jesús y María Magdalena, en el nuevo testamento.
Podemos encontrar múltiples citas sobre el machismo en el Nuevo Testamento. Citas como 1 Corintios 11:1-16, donde se menciona que la mujer debía cubrir su cabeza al orar a diferencia del hombre. También podemos observar en 1 Timoteo 2:11-12 donde se subyuga a la mujer al decir que «La mujer debe aprender con serenidad, con toda sumisión. No permito que la mujer enseñe al hombre y ejerza autoridad sobre él; debe mantenerse ecuánime».

### Religión católica
El machismo ha sido influenciado y apoyado por muchos factores diferentes. Se pueden encontrar ejemplos en la Biblia, cuando se castiga a la serpiente, a la mujer y al hombre, que muestran cómo las mujeres deben ser sumisas a sus esposos: «Luego le dijo a la mujer: Haré más agudo el dolor de tu embarazo, y con dolor darás a luz. Y desearás controlar a tu marido, pero él gobernará sobre ti». (Génesis 3:14-19). Las ideologías de que el hombre es más fuerte, el hacedor de dinero y el protector respaldan la mentalidad de que las esposas deben escuchar a sus esposos.
Diversas autoridades y teólogos católicos destacan además por favorecer esta discriminación, así santo Tomás de Aquino escribe: «Fue necesaria la creación de la mujer, como dice la Escritura, para ayudar al varón no en alguna obra cualquiera, como sostuvieron algunos, ya que para otras obras podían prestarle mejor ayuda los otros hombres, sino para ayudarle en la generación. Considerada en relación con la naturaleza particular, la mujer es algo imperfecto y ocasional».
Pero en general, en la Iglesia católica se ha considerado el cuerpo femenino pecaminoso; solo si la mujer renuncia a su cuerpo es reconocida como criatura del Señor y no como instrumento del mal. Como virgen, como esposa, como madre la mujer pierde sus características corporales y humanas, es exaltada no como persona con las mismas necesidades y dignidad del hombre, sino como un símbolo. Como virgen es el símbolo neutral de la pureza; como esposa el de la subordinación; como madre el de la abnegación y el sacrificio. En el cristianismo solo como sierva de Dios o del hombre, puede la mujer aspirar a la santificación.
Lo cuenta Isabel Gómez-Acebo, teóloga y feminista. Pese a que el feminismo y el papel de la mujer en la Iglesia estaban en la mesa en el momento de la celebración del Concilio Vaticano II, «fue muy difícil cambiar las mentalidades». Para empezar, solo fueron convocadas diez religiosas y trece laicas, «sin voz ni, por supuesto, voto» y solo para la tercera sesión conciliar. Muchos cardenales habían puesto el grito en el cielo por su sola presencia. Gómez-Acebo pone este ejemplo: ante las protestas de muchos obispos, que se negaban a sentarse junto a las mujeres, la organización tuvo que habilitar una cafetería solo para ellas.

### Religión islámica
A la religión islámica se suele asociar como especialmente machista, especialmente debido a leyes y hábitos de pueblos de mayoría islámica, además de que en varios libros sagrados se hace referencia al comportamiento que un hombre debe de tener con una mujer en diversos aspectos de la vida, por ejemplo en la Sura 4: Las mujeres. Si bien en muchos de estos escritos se especifica claramente que la mujer es libre de decidir y el hombre no debe ofenderse por ello, la mayoría de los textos hablan de los deberes y derechos que tiene un hombre sobre la mujer, como ejemplo, la clara discriminación a la hora de recibir herencias en caso de ser mujer, siendo este caso considerada una mujer la mitad de un hombre. o como el hecho de que se permite que un hombre se case con varias mujeres pero no a la inversa.

### Religión budista
El budismo ha sido criticado por su trato a las mujeres, sobre todo a las mujeres monjes, inferiores a los hombres. La mayoría de las escuelas del budismo tienen más reglas para bhikkhuni (monjas) que los bhikkhu (monje). Los budistas explican que en el momento del Buda, las monjas tenían problemas tales como la seguridad de si iban a ser ordenadas de la misma manera que los monjes que viajaban por el bosque y entre las ciudades. Por lo tanto, existen más normas para ser monja, por ejemplo: las monjas tienen prohibido viajar solas.

### Religión hinduista
En el hinduismo el machismo se evidencia en sus escritos sagrados la posición desventajosa de la mujer. En el hinduismo la mujer es ritualmente inferior, a esto se le unen tradiciones de las familias hinduistas en las que las hijas al casarse el padre debe pagar una dote, y muchas veces este pago empobrece a la familia, lo que convierte a las mujeres como indeseadas. Este tipo de tradiciones hace que en algunas regiones se pueda «comprar» a una mujer para casarse con ellas y el precio sea en algunos casos inferior al de una vaca.